# Heathrow Connect
A Heathrow Connect London egyik reptéri vasútja volt, amely összekötötte a Paddington pályaudvart a Heathrow-i repülőtérrel. A vasútvonal azonos útvonalon közlekedett, mint a Heathrow Express, de Nyugat-London több állomásán is megállt. A vonatok nap közben és este félóránként indultak mindkét végállomásról. A forgalom 2005. június 12-én indult meg, az utolsó üzemnap pedig 2018. május 19-én volt, amikor a vonalat átvette a TfL Rail, hogy helyén 2019 őszén megindulhasson a Crossrail.

## Vállalat

### Struktúra
Működése idején a Heathrow Connect mögött egy összetett működési struktúra állt. A járműveket és a személyzetet a Heathrow Airport Holdings állította ki a Heathrow Express leányvállalatán keresztül. A vonal Paddington és Hayes & Harlington közötti szakaszáról származó a bevételt a Great Western Railway, a repülőtéri szakasz emelt díjait pedig a repülőteret üzemeltető cég kapta meg, utóbbi esetben azért, mert a Heathrow Airport Holdingshoz tartozik a repülőtéri elágazás és a reptér alatti vasúti pálya.

### Díjszabás
Paddingtontól Hayes & Harlingtonig a Great Western által alkalmazott vasúti díjszabás volt érvényben, a reptéri ágon pedig fix összegű, emelt díjú jegyet kellett megfizetni, melynek összege a vonal megszűnésekor 6,30 font volt. A repülőtér speciális díjszabása miatt az Oyster card, a különböző időtartamú Travelcardok és a Freedom Pass igazolványok nem voltak érvényesek ezen a szakaszon. A vonal 2005-ös megnyitásakor a Hayes–Heathrow közti 3 mérföldes (4,8 km) táv díja 6 font volt, ami mérföldenként 2 fontot jelentett, ezzel pedig a világ egyik legdrágább vasúti járatának számított. A Heathrow Connectet Paddington és Heathrow olcsó kapcsolataként hirdették, habár a 10,30 fontos jegy ára közel fele annyi volt, mint a Heathrow Expressé, de kétszer annyiba került, mint a metró. Az menetideje 25 perc volt, míg a Heathrow Expressé csak 15 perc.

## Üzemeltetés

### Útvonal
A Heathrow Connect Paddington és a reptéri elágazás között a Great Western fővonalon, az elővárosi vonatok vonalán közlekedett. A Heathrow Express fejlesztésével egy időben a Connect vonalát is villamosították és ATP vonatbefolyásoló rendszert telepítettek rá. 2008-ban a Crossrail építése során a repülőtéri vasúti elágazást átalakították egy külön szintű csomóponttá, hogy a reptéri vonatokat ne hátráltassa a Great Western fővonal forgalma.
A vonatok kezdetben Heathrow Central állomáson végállomásoztak. 2008 márciusában a Heathrow Express végállomását áthelyezték az 5-ös terminálhoz, a Connectet pedig meghosszabbították az Express korábbi végállomásáig, a 4-es terminálig.
A vonal közlekedése a megszüntetése előtt:
- hétfő–szombat: Félórás követési idő Paddington és Heathrow Terminal 4 között Ealing Broadway, West Ealing, Hanwell, Southall, Hayes & Harlington és Heathrow Central megállókkal. Kora reggel és késő este néhány járat nem állt meg West Ealing és Hanwell állomásokon.
- vasárnap: Egy órás követési idő, West Ealing és Hanwell állomásokon egész nap nem állt meg.

### Járműállomány
A Heathrow Connect vonalán ötrészes British Rail 360 sorozatú villamos motorvonatok közlekedtek. Négy darab egyenként négyrészes szerelvényt a Siemens Mobility eredetileg az Angel Trains számára gyártotta le a Desiro motorvonatok bemutatására. 2002-ben az egyik a South West Trainshez került, amíg a Siemens le nem szállította a 450 sorozatú szerelvényeket, míg a többit Wildenrathba szállították.
2004-ben mind a négy szerelvényt megvásárolta a Heathrow Connect, és még a szállításuk előtt átépítéseket végzett rajtuk. A négy használt vonat mellé rendeltek még egy ötödik ötrészest is, melyet 2005 novemberében szállított le a Siemens, azonban csak 2006 decemberében állt forgalomba. A használtan vett négy szerelvényt 2006-ban egészítették ki egy-egy ötödik egységgel.
| Sorozat         | Kép | Típus               | Max. sebesség | Max. sebesség | Mennyiség | Pályaszám     | Kocsik száma | Üléselrendezés | Útvonal                          | Gyártásban |
| Sorozat         | Kép | Típus               | mph           | km/h          | Mennyiség | Pályaszám     | Kocsik száma | Üléselrendezés | Útvonal                          | Gyártásban |
| --------------- | --- | ------------------- | ------------- | ------------- | --------- | ------------- | ------------ | -------------- | -------------------------------- | ---------- |
| BR 360/2 Desiro |     | villamos motorvonat | 100           | 161           | 5         | 360201–360205 | 5            | 2+3            | Paddington – Heathrow Terminal 4 | 2004–2005  |
| BR 360/2 Desiro |     |                     |               |               |           |               |              |                |                                  |            |

## TfL Rail elindulása

A TfL Rail logója

A Crossrail megnyitására felkészülve a Transport for London 2018. május 20-án átvette a Heathrow Connect üzemeltetésén, és helyén kiterjesztette a 2015 májusában elindított TfL Rail szolgáltatását. A vonalat integrálták a londoni díjfizetési rendszerbe, leszámítva a reptéri ág extra költségét.
A Crossrail építkezésinek befejeztével a vonalat átkeresztelik Elizabeth line névre, és ettől kezdve a vonatok hosszabb útvonalon, Abbey Woodig fognak közlekedni a belváros alatt húzódó alagútban, érintve Bond Street, Liverpool Street és Canary Wharf állomásokat is.

## Fordítás
- Ez a szócikk részben vagy egészben  a   Heathrow Connect című angol Wikipédia-szócikk fordításán alapul.  Az eredeti cikk szerkesztőit annak laptörténete sorolja fel. Ez a jelzés csupán a megfogalmazás eredetét és a szerzői jogokat jelzi, nem szolgál a cikkben szereplő információk forrásmegjelöléseként.